# 18. вечити дерби у фудбалу
18. вечити дерби у фудбалу је фудбалска утакмица одиграна у Београду 18. марта 1956. године, између Црвене звезде и Партизана. Утакмица се завршила резултатом 3 : 1 (1 : 1) за Партизан.